# Evolução do Colégio dos Cardeais sob o pontificado de Clemente XIV
Abaixo está a evolução do colégio de cardeais durante o pontificado de Clemente XIV (19 de maio de 1769 - 22 de junho de 1774) e a subsequente vaga vaga (22 de junho de 1774 - 15 de fevereiro de 1775).

## Composição para consistório
| Consistório                    | 1769 | 1774-75 |
| ------------------------------ | ---- | ------- |
| 16 julho 1721                  | 1    | 1       |
| Consistórios de Inocêncio XIII | 1    | 1       |
| 14 agosto 1730                 | 1    |         |
| Consistórios de Clemente XII   | 1    | 0       |
| 9 setembro 1743                | 5    | 2       |
| 10 abril 1747                  | 2    | 2       |
| 3 julho 1747                   | 1    | 1       |
| 26 novembro 1753               | 6    | 3       |
| 22 abril 1754                  | 1    | 1       |
| 18 dezembro 1754               | 1    |         |
| 5 aprile 1756                  | 5    | 4       |
| Consistórios de Bento XIV      | 21   | 13      |
| 11 setembro 1758               | 1    | 1       |
| 2 outubro 1758                 | 2    | 1       |
| 24 setembro 1759               | 11   | 6       |
| 23 novembro 1761               | 7    | 4       |
| 18 julho 1763                  | 2    | 2       |
| 21 julho 1766                  | 2    | 2       |
| 26 setembro 1766               | 9    | 7       |
| Consistórios de Clemente XIII  | 34   | 23      |
| 29 janeiro 1770                |      | 1       |
| 6 agosto 1770                  |      | 1       |
| 10 setembro 1770               |      | 2       |
| 12 dezembro 1770               |      | 2       |
| 17 junho 1771                  |      | 2       |
| 23 setembro 1771               |      | 1       |
| 16 dezembro 1771               |      | 1       |
| 14 dezembro 1772               |      | 1       |
| 15 março 1773                  |      | 1       |
| 19 abril 1773                  |      | 2       |
| 26 abril 1773                  |      | 2       |
| Consistórios de Clemente XIV   |      | 16      |
| Totale                         | 57   | 53      |

## Evolução durante o pontificado
| Data              | Evento                                                                                                 | Total |
| ----------------- | --- | ----- |
| 19 maio 1769      | Eleição papal do Cardeal Giovanni Vincenzo (na religião Lorenzo) Ganganelli com o nome de Clemente XIV | 56    |
| 15 junho 1769     | Morte do cardeal Carlo Francesco Durini (76 anos)                                                      | 55    |
| 18 dezembro 1769  | criação de 1 cardeal in pectore                                                                        | 55    |
| 29 janeiro 1770   | criação de 1 Cardeal In Pectore + Revelação 1 In Pectore                                               | 55    |
| 29 janeiro 1770   | Paulo António de Carvalho e Mendonça                                                                   | 55    |
| 20 abril 1770     | Morte do cardeal Franz Christoph von Hutten zum Stolzenberg (64 anos)                                  | 54    |
| 2 maio 1770       | Morte do cardeal Giacomo Oddi (90 anos)                                                                | 53    |
| 6 agosto 1770     | criação de 1 Cardeal                                                                                   | 54    |
| 6 agosto 1770     | João Cosme da Cunha                                                                                    | 54    |
| 10 setembro 1770  | criação de 4 Cardeais + 1 Revelação In Pectore                                                         | 57    |
| 10 setembro 1770  | Mario Marefoschi                                                                                       | 57    |
| 10 setembro 1770  | Scipione Borghese                                                                                      | 57    |
| 10 setembro 1770  | Giovanni Battista Rezzonico                                                                            | 57    |
| 6 dezembro 1770   | Morte do cardeal Neri Maria Corsini (85 anos)                                                          | 56    |
| 12 dezembro 1770  | criação de 2 cardeais in pectore                                                                       | 56    |
| 14 dezembro 1770  | Morte do cardeal Pietro Paolo Conti (81 anos)                                                          | 55    |
| 10 janeiro 1771   | Morte do cardeal Filippo Maria Pirelli (62 anos)                                                       | 54    |
| 26 março 1771     | Morte do cardeal Luis Antonio Fernández de Córdoba (75 anos)                                           | 53    |
| 17 junho 1771     | criação de 2 cardeais in pectore                                                                       | 53    |
| 12 julho 1771     | Morte do cardeal Flavio Chigi (59 anos)                                                                | 52    |
| 23 setembro 1771  | criação de 1 cardeal in pectore                                                                        | 52    |
| 16 dezembro 1771  | criação de 1 cardeal                                                                                   | 53    |
| 16 dezembro 1771  | Charles-Antoine de La Roche-Aymon                                                                      | 53    |
| 24 fevereiro 1772 | Morte do cardeal Niccolò Perelli (75 anos)                                                             | 52    |
| 26 outubro 1772   | Morte do cardeal Antonio Marino Priuli (65 anos)                                                       | 51    |
| 14 dezembro 1772  | criação de 1 cardeal                                                                                   | 52    |
| 14 dezembro 1772  | Leopold Ernst von Firmian                                                                              | 52    |
| 3 março 1773      | Morte do cardeal Federico Marcello Lante della Rovere (77 anos)                                        | 51    |
| 14 março 1773     | Morte do cardeal Giovanni Molino (67 anos)                                                             | 50    |
| 15 março 1773     | criação de 1 cardeal + Revelação 2 in pectore                                                          | 53    |
| 15 março 1773     | Antonio Casali                                                                                         | 53    |
| 15 março 1773     | Pasquale Acquaviva d'Aragona                                                                           | 53    |
| 15 março 1773     | Gennaro Antonio de Simone                                                                              | 53    |
| 20 março 1773     | Morte do cardeal Saverio Canali (78 anos)                                                              | 52    |
| 19 abril 1773     | criação de 2 cardeais + Revelação 3 in pectore                                                         | 57    |
| 19 abril 1773     | Antonio Eugenio Visconti                                                                               | 57    |
| 19 abril 1773     | Bernardino Giraud                                                                                      | 57    |
| 19 abril 1773     | Innocenzo Conti                                                                                        | 57    |
| 19 abril 1773     | Francesco Carafa della Spina di Traetto                                                                | 57    |
| 19 abril 1773     | Francesco Saverio de Zelada                                                                            | 57    |
| 26 abril 1773     | criação de 2 cardeais + 11 in pectore                                                                  | 59    |
| 26 abril 1773     | Giovanni Angelico Braschi (futuro papa Pio VI)                                                         | 59    |
| 26 abril 1773     | Francesco D'Elci                                                                                       | 59    |
| 15 novembro 1773  | Morte do cardeal Pietro Girolamo Guglielmi (78 anos)                                                   | 58    |
| 7 janeiro 1774    | Morte do cardeal Antoine Clériadus de Choiseul de Beaupré (66 anos)                                    | 57    |
| 7 março 1774      | Morte do cardeal Carlo Alberto Guidobono Cavalchini (90 anos)                                          | 56    |
| 24 julho 1774     | Morte do cardeal Étienne-René Potier de Gesvres (77 anos)                                              | 55    |
| 22 setembro 1774  | Morte do papa Clemente XIV (68 anos)                                                                   | 55    |
| 5 outubro 1774    | Abertura do conclave                                                                                   | 55    |
| 18 novembro 1774  | Morte do cardeal Giovanni Francesco Stoppani (79 anos)                                                 | 54    |
| 4 fevereiro 1775  | Morte do cardeal Ferdinando Maria de Rossi (78 anos)                                                   | 53    |
| 15 fevereiro 1775 | Eleição papal do Cardeal Giovanni Angelico Braschi com o nome de Pio VI                                | 52    |